# سفارة سلوفينيا في روسيا
سفارة سلوفينيا في روسيا هي أرفع تمثيل دبلوماسي لدولة سلوفينيا لدى روسيا. تقع السفارة في موسكو وهي تهدف لتعزيز المصالح السلوفينية في روسيا.

## وصلات خارجية
- الموقع الرسمي
- قائمة سفارات سلوفينيا
- قائمة السفارات في روسيا